# Gryllus bimaculatus
Gryllus bimaculatus là một loài dế mèn. Loài này có thể được phân biệt với các loài Gryllus khác bởi các vệt giống như chấm trên chân cánh.
Đây là loài phổ biến để sử dụng như một nguồn thức ăn cho động vật ăn côn trùng như nhện và các loài bò sát giữ nuôi làm cảnh hoặc vườn thú. Loài này dễ nuôi và không đòi hỏi phải tiếp xúc kéo dài với nhiệt độ lạnh để hoàn thành chu kỳ sống.